# Estádio Boca do Lobo
Estádio Boca do Lobo – stadion piłkarski, w Pelotas, Rio Grande do Sul, Brazylia, na którym swoje mecze rozgrywa klub Esporte Clube Pelotas.